# シンプソンの公式

関数 f(x) （青） の、二次関数 P(x) （赤）による近似。

シンプソンの公式（シンプソンのこうしき、英: Simpson's rule）とは、数値解析の分野における、数値積分の方法の一つである。定積分
{\displaystyle \int _{a}^{b}f(x)\,dx}
の近似値を、関数 f(x) を二次関数で近似することによって得る。名前は、トーマス・シンプソンに因んでいる。次数2の閉じたニュートン・コーツの公式である。シンプソン則ともいう。

## 基本
シンプソンの公式は、f(x) を二次関数 P(x) で近似することによって導かれる。ここで、P(x) は f(x) の a, b, m における値をそれぞれとる。P(x) は、ラグランジュ補間によって、次の多項式（x の二次式）になることが分かる。
{\displaystyle P(x)=f(a){\frac {(x-m)(x-b)}{(a-m)(a-b)}}+f(m){\frac {(x-a)(x-b)}{(m-a)(m-b)}}+f(b){\frac {(x-a)(x-m)}{(b-a)(b-m)}}.}
この多項式を範囲 [a, b] で積分すると、次のシンプソンの公式が得られる。
{\displaystyle \int _{a}^{b}f(x)\,dx\approx \int _{a}^{b}P(x)\,dx={\frac {b-a}{6}}\left[f(a)+4f\left({\frac {a+b}{2}}\right)+f(b)\right].}
シンプソンの公式による、積分の近似の誤差は、a と b の間にある ξ によって、次式で見積もれる（h の5次式）。
{\displaystyle -{\frac {h^{5}}{90}}f^{(4)}(\xi )}
ただし、h = (b − a)/2。さらに f(x) が2回微分可能で f'' が凸関数であるとき、定積分は次の下限と上限とで抑えられる。
{\displaystyle (b-a)f\left({\frac {a+b}{2}}\right)+{\frac {1}{3}}h^{3}f''\left({\frac {a+b}{2}}\right)\leq \int _{a}^{b}f(x)\,dx\leq {\frac {b-a}{6}}\left[f(a)+4f\left({\frac {a+b}{2}}\right)+f(b)\right].}

## 合成シンプソン公式
シンプソンの公式は、積分範囲 [a, b] が十分小さい場合であれば適当な近似であることが分かる。したがって、積分範囲が大きい場合は、積分範囲を小さな部分区間に分割し、各部分区間についてシンプソンの公式を適用し、その結果を足し合わせるという方法が考えられる。この方法は、合成シンプソン公式（composite Simpson's rule）として知られている。
{\displaystyle \int _{a}^{b}f(x)\,dx\approx {\frac {h}{3}}{\bigg [}f(x_{0})+2\sum _{j=1}^{n/2-1}f(x_{2j})+4\sum _{j=1}^{n/2}f(x_{2j-1})+f(x_{n}){\bigg ]}.}
ただし、n は [a, b] を等しく偶数個に分割した部分区間の個数、h = b − a/n は各部分区間の長さ、xi = a + ih (i = 0, ..., n)、特に、x0 = a, xn = b。この式は、次のようにも書ける。
{\displaystyle \int _{a}^{b}f(x)\,dx\approx {\frac {h}{3}}{\bigg [}f(x_{0})+4f(x_{1})+2f(x_{2})+4f(x_{3})+\dotsb +4f(x_{n-1})+f(x_{n}){\bigg ]}.}
合成シンプソン公式に基づく最大誤差は、次式で見積もることができる。
{\displaystyle -{\frac {h^{4}}{180}}(b-a)f^{(4)}(\xi ).}

## 関連記事
- ニュートン・コーツの公式